# 伊萬諾沃市鎮

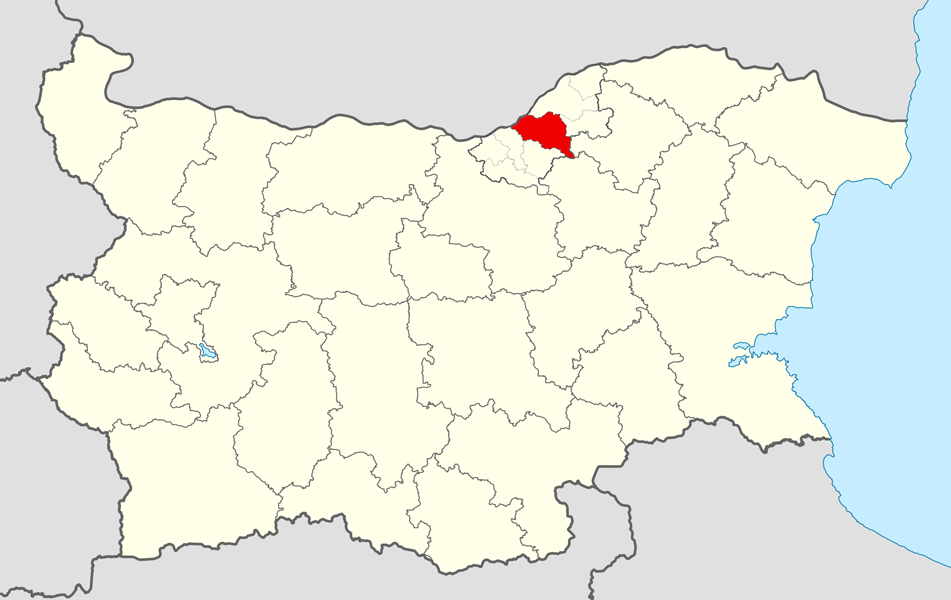

43°41′N 25°57′E / 43.683°N 25.950°E
伊萬諾沃市鎮，是保加利亞中北部魯塞州的市鎮，行政中心为伊萬諾沃，面積495.45平方公里，2009年人口10,339，人口密度每平方公里20.87人。